# Watukumpul (onderdistrict)
Watukumpul is een onderdistrict (kecamatan) in het regentschap Pemalang in de Indonesische provincie Midden-Java op Java, Indonesië.
Watukumpul ligt in het bergachtig zuidoostelijke deel van het regentschap.

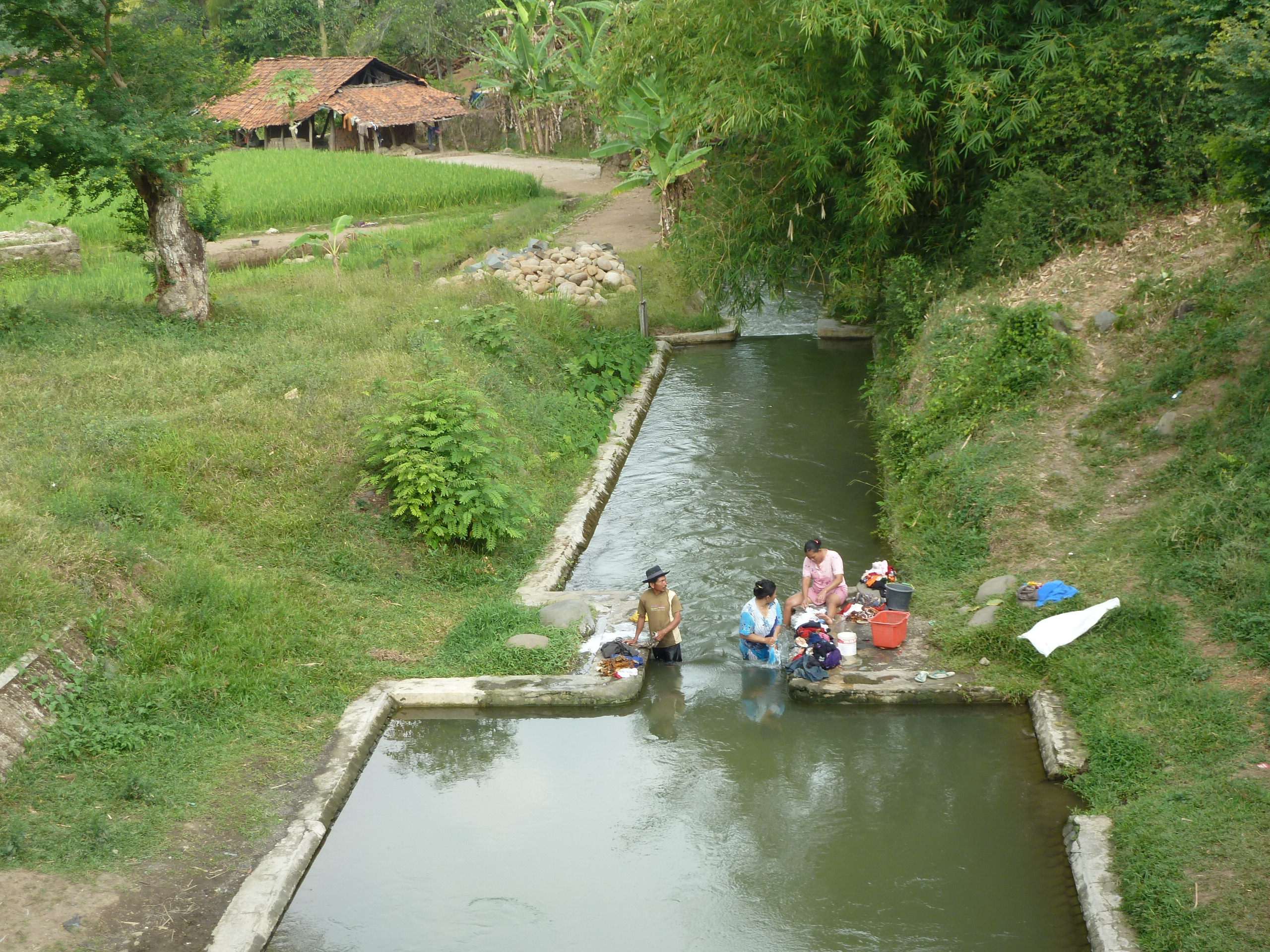
Wassen in de rivier. Wisnu, Kecamatan Watukumpul

## Verdere onderverdeling
Het onderdistrict Watukumpul is anno 2010 verdeeld in 15 kelurahan, plaatsen en dorpen:
| Plaats code | Naam kelurahan, plaatsen en dorpen | Inwoners in 2010 |
| ----------- | ---------------------------------- | ---------------- |
| 001         | Tundagan                           | 6.734            |
| 002         | Tlagasana                          | 8.786            |
| 003         | Bongas                             | 5.729            |
| 004         | Cikadu                             | 6.515            |
| 005         | Cawet                              | 2.951            |
| 006         | Medayu                             | 1.715            |
| 007         | Pagelaran                          | 1.648            |
| 008         | Bodas                              | 3.253            |
| 009         | Jojogan                            | 3.142            |
| 010         | Majalangu                          | 6.998            |
| 011         | Tambi                              | 2.224            |
| 012         | Watukumpul                         | 4.151            |
| 013         | Gapura                             | 2.855            |
| 014         | Majakerta                          | 4.498            |
| 015         | Wisnu                              | 2.379            |

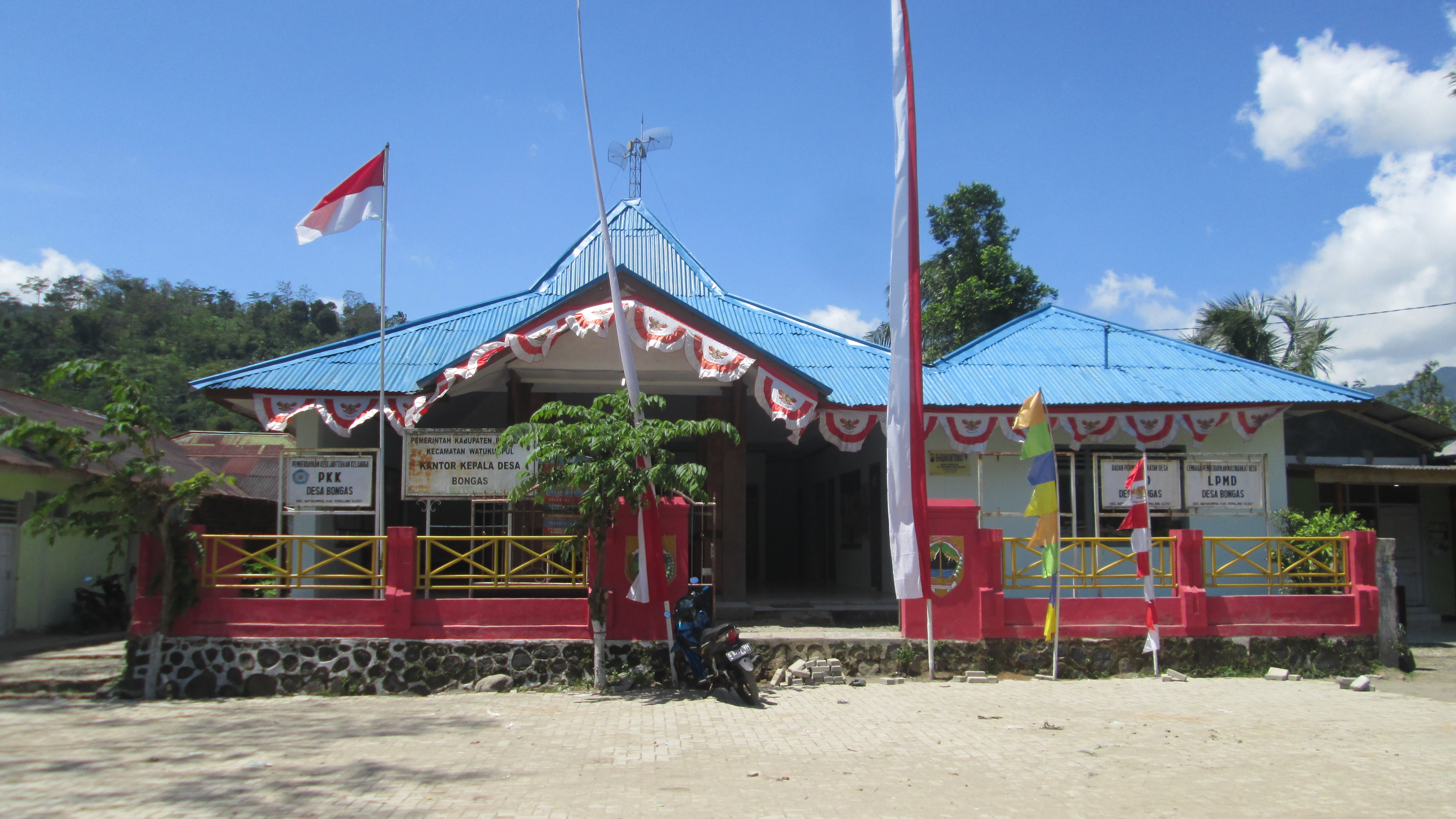
Gemeentelijkkantoor van Bongas, Kecamatan Watukumpul